# Шляхове (Берестинський район)
Шляхове́ — село в Україні, у Берестинському районі Харківської області. Населення становить 644 осіб. Орган місцевого самоврядування — Шляхівська сільська рада.
Після ліквідації Кегичівського району 19 липня 2020 року село увійшло до Красноградського (Берестинського) району.

## Географія
Село Шляхове знаходиться біля витоків річки Шляхова, нижче за течією примикає до селища Слобожанське. На річці є кілька загат.

## Історія
1802 — дата заснування.
Під час організованого радянською владою Голодомору 1932—1933 років померло щонайменше 144 жителі села.

## Економіка
- Молочно-товарна ферма.
- «Шляхове», ТОВ.
- Агрофірма «АВАНГАРД».

## Об'єкти соціальної сфери
- Дитячий садочок.
- Школа.
- Будинок культури.
- Спортивний майданчик.